# Virtuální plocha

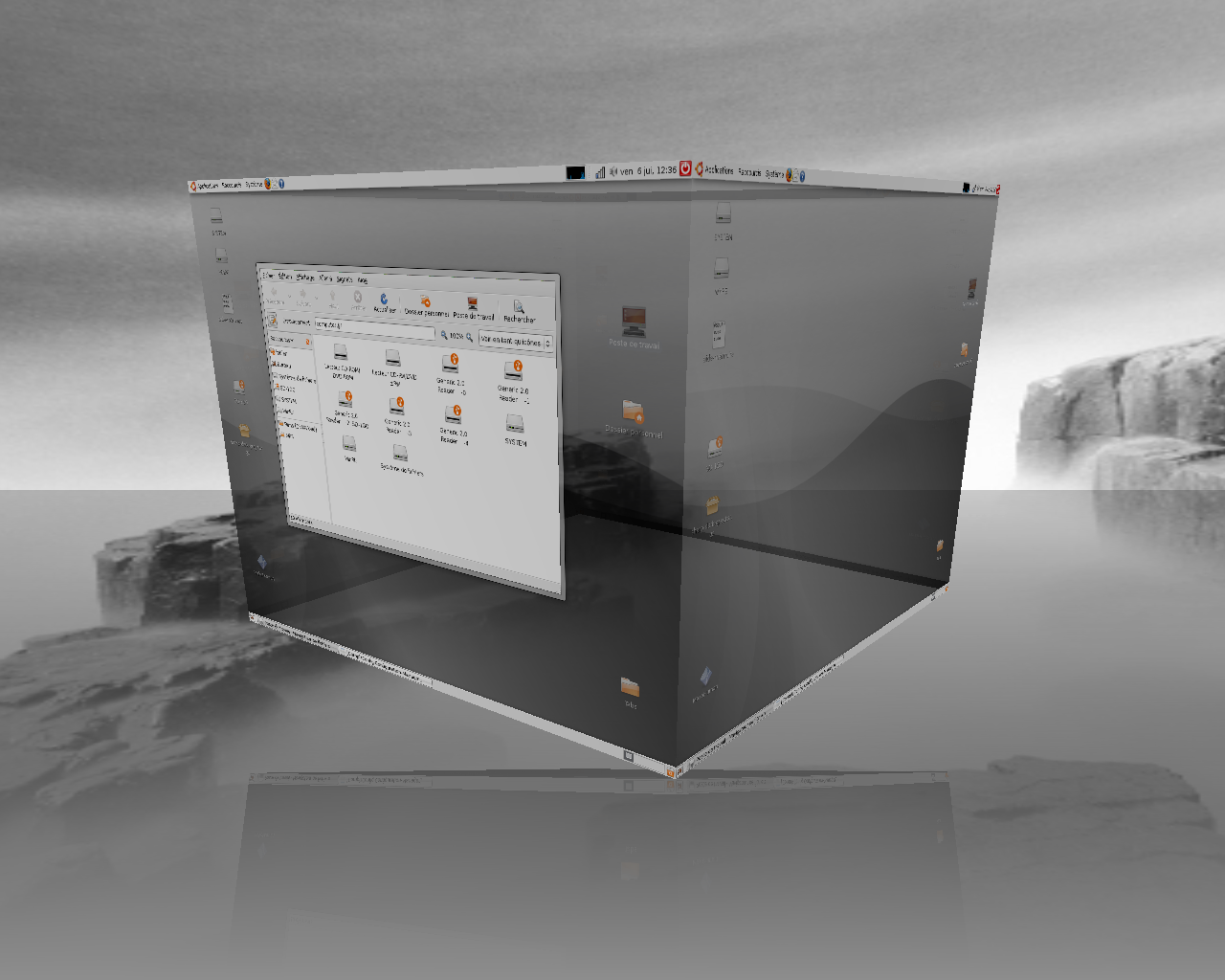
Virtuální desktop v kombinaci s Compiz Fusion

Virtuální plocha (též virtuální desktop) je v informatice rozšíření pracovní plochy, respektive desktopového prostředí počítače tak, aby zdánlivě bylo možné pracovat na více monitorech zároveň. Uživatel mezi virtuálními plochami přepíná pomocí myši nebo kombinace kláves. Na každé virtuální ploše mohou být nezávisle umístěny aplikace, které lze mezi plochami přesouvat atd. Umožňuje tak uživateli s jedním monitorem lépe uspořádat svůj pracovní prostor.

## Charakteristika
Virtuální plochy mohou být buď přepínatelné (kdy se každá chová jako samostatná další plocha) či posouvací (scrollovací), kdy je vytvořena jedna velká plocha, přičemž na monitoru je zobrazena jen jedna její část. Může být možné každou virtuální plochu nastavit samostatné pozadí a podobně.

## Dostupnost
Virtuální plochy jsou k dispozici pro velké množství operačních systému používající grafické uživatelské rozhraní. Jsou podporovány v unixových systémech, v systému BeOS, macOS, OS/2 atd. Dříve byly virtuální plochy v Microsoft Windows dostupné jen pomocí externích programů, od Windows 10 jsou podporovány přímo v systému.